# Diplazium pactile
Diplazium pactile là một loài thực vật có mạch trong họ Woodsiaceae. Loài này được Lellinger miêu tả khoa học đầu tiên năm 1977.